# 梁鴻藻
梁鴻藻（?—?），廣東省廣州府新會縣人，清朝政治人物。同進士出身。
光緒二十九年（1903年），参加光緒癸卯科殿試，登進士三甲第41名。同年閏五月，著交吏部掣签分发各省，以知县即用。曾任湖南巴陵縣知縣。宣统元年（1909年）九月，新会县成立议事会。选出咸丰举人梁国士为议长，梁鸿业、梁鸿藻、陈兆澎、何勉等19人为议员。